# Tillatoba, Mississippi
Tillatoba là một thành phố thuộc quận Yalobusha, tiểu bang Mississippi, Hoa Kỳ. Năm 2010, dân số của thành phố này là 91 người.

## Dân số
- Dân số năm 2000: 121 người.
- Dân số năm 2010: 91 người.